# لي هاسكينز
لي هاسكينز (بالإنجليزية: Lee Haskins)‏ مواليد 29 يناير 1983 في برستل، هو ملاكم محترف بريطاني يصنف ضمن فئة وزن الديك. حقق بطولة الاتحاد الدولي للملاكمة.

## إحصائيات
خاض خلال مسيرته 37 نزالا، فاز في 34 ولم يتعادل وخسر في 3. فاز بالضربة القاضية في 14 نزالا.

## وصلات خارجية
- لي هاسكينز على موقع بوكس ريك (الإنجليزية) (registration required)

- الموقع الرسمي